# Bir Ali Ben Khalifa (delegación)
Bir Ali Ben Khalifa es una delegación de la gobernación de Sfax en Túnez. En abril de 2014 tenía una población censada de 52 678 habitantes.
Se encuentra ubicada al este del país, junto al litoral norte del golfo de Gabés (mar Mediterráneo).